# 北馬其頓
北馬其頓共和國（羅馬化：Republika Severna Makedonija），通称北馬其頓（Северна Македонија，羅馬化：Severna Makedonija，發音：[ˈsɛvɛrna makɛˈdɔnija]），是位于东南欧的巴尔干半岛南部的内陆国家，东临保加利亚，北临塞尔维亚，西临阿尔巴尼亚，南临希腊。首都與最大都市是斯科普里。
原為南斯拉夫社会主义联邦共和国的成員國之一，1991年南斯拉夫解體後獲得獨立，當時國號為馬其頓共和國（羅馬化：Republika Makedonija），通称馬其頓，以“前南斯拉夫馬其頓共和國”的名义加入联合国，由於在「馬其頓」名稱的使用上與鄰邦希臘長期存在爭議，2019年2月12日起國號改為現名。2020年3月27日，北馬其頓加入北約，成為該組織的第30個會員國。

## 历史

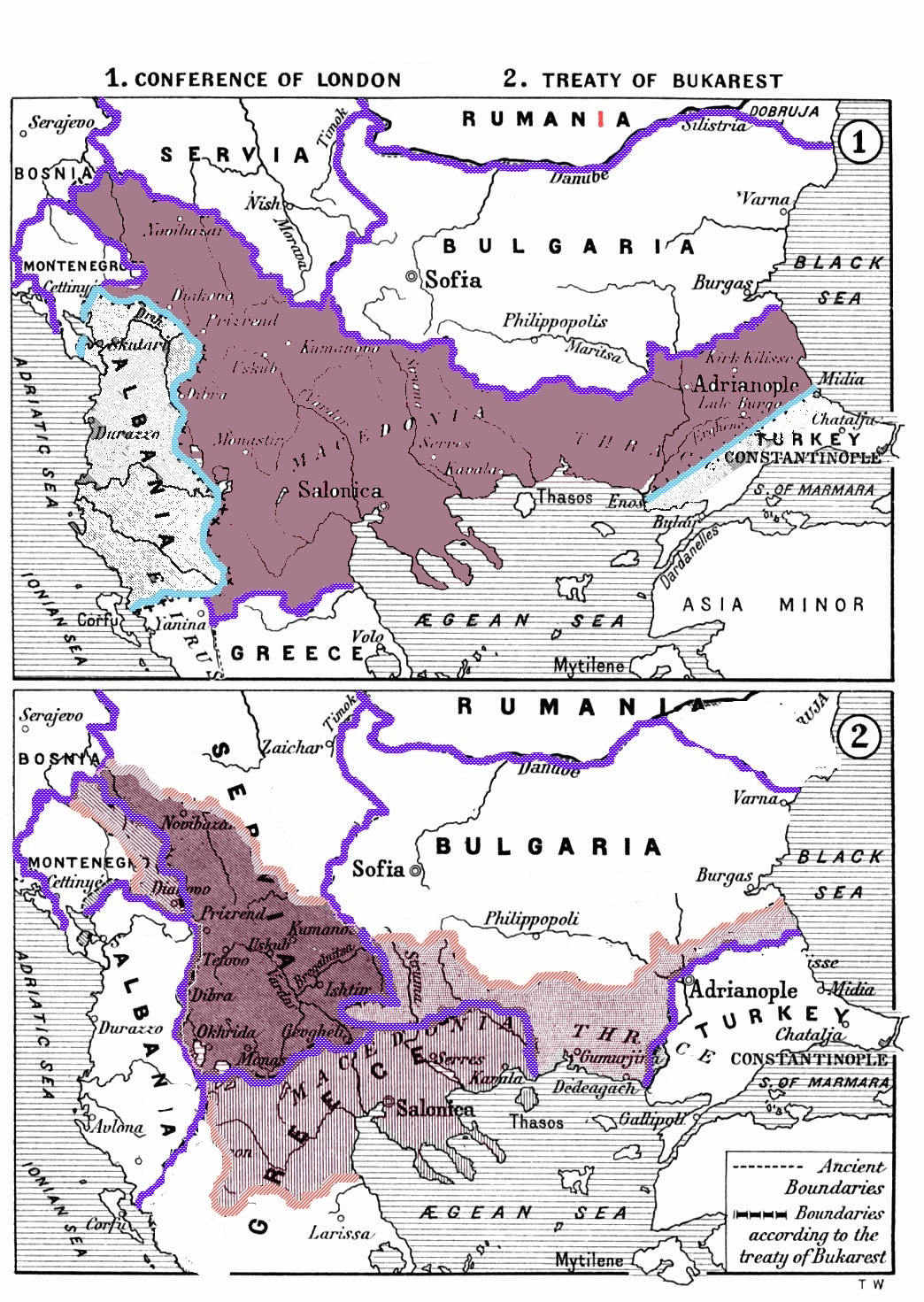
根據巴爾幹戰爭後的布加勒斯特條約的馬其頓地區的劃分

马其顿古为希腊文明北端的边疆地区，时而常被雅典等希腊文明中心爱琴海地区的人嘲笑其未开化，但古马其顿人本身亦是希腊人的一支，其所说的古马其顿语亦为古马其顿王国境内的古希腊语西北方言的统称。亚历山大帝国崩溃后，马其顿地区先后由罗马帝国、拜占庭帝国（希腊人所主导）等统治。5世纪起斯拉夫人开始进入马其顿地区（尤其是马其顿的内陆地区）定居，因而奠定了现代马其顿南北之分（南：希腊人/北：斯拉夫人）的基础。
837年时保加利亚征服了马其顿，并于10世纪末在该地的奥赫里德定都。1018年拜占庭帝国又征服了马其顿，在接下来的几个世纪里马其顿多次在拜占庭帝国、保加利亚和塞尔维亚之间转手。15世纪初奥斯曼帝国征服了马其顿，并开始了长达500年的统治。
19世纪时希腊、保加利亚、塞尔维亚复国运动相继展开，民族主义高涨，马其顿也成为三国的必争之地。1878年签订的《圣斯特凡诺条约》规定该地划归保加利亚大公国，但由于列强干涉而未成功，导致马其顿内部革命组织的出现，谋求与保加利亚统一。1913年三国在共同针对奥斯曼帝国的第一次巴尔干战争中获胜，奥斯曼帝国将马其顿割予三国，但三国之间又因马其顿具体分割方案爆发第二次巴尔干战争，最终希腊、塞尔维亚击败保加利亚，三国将马其顿瓜分。塞尔维亚所得到的部分就是现代北马其顿共和国的领土。第一次世界大战之后，塞属马其顿连同塞尔维亚成为南斯拉夫王國的一部分。
第二次世界大战时，希腊、南斯拉夫为同盟国，保加利亚参加了由納粹德國主导的轴心国阵营，希腊、南斯拉夫被德軍占领之后，保加利亚分得了马其顿的大部分地区，但战争结束后各国之间的边界又还原到战前的形势。

北马其顿在前南斯拉夫社会主义联邦共和国的位置

二战之后，南斯拉夫成为由铁托所领导的社会主义国家，初始定名南斯拉夫联邦人民共和国。1946年时铁托将马其顿地区从塞尔维亚分开，成为一个南斯拉夫直辖的社会主义共和国。1991年9月25日马其顿从南斯拉夫和平分离，但马其顿共和国随即和希腊爆发国名争端，最后马其顿共和国于1993年以“前南斯拉夫马其顿共和国（F.Y.R.O.M）”的名义加入联合国。希腊共和国最终在1995年解除该国的经济封锁。
1999年，南斯拉夫联盟共和国内部爆发科索沃战争，近40万阿尔巴尼亚族难民从科索沃涌入马其顿共和国。2001年春，该国西部的阿族人开始进行武装叛乱，引发短暂的内战，后来双方于6月在欧盟官员的调停下达成停火协议，阿族同意放下武装，政府同意给予阿族人更多权力，阿族人得以进入共和国的议会并参与选举，之后国内的民族关系有一定的改善。
随着2019年国名更名为“北马其顿共和国”，2020年3月27日北马其顿正式加入北大西洋公约组织。

## 政治

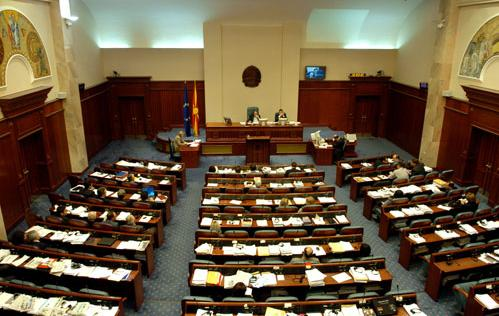
国会

北马其顿为实行议会制的民主国家，行政权由北马其顿议会（一院制）的政党所组成的联合政府掌握。国家元首为象征性的总统，政府首脑为总理。
北马其顿长期争取加入北约和欧盟，2020年3月27日已正式加入北约。
国会大选每四年一次。最近一次的国会选举于2021年6月5日举行，马其顿内部革命组织民族统一民主党为第一大党和两大执政党之一，党首尼古拉·格鲁埃夫斯基从2006年8月开始任总理至2016年。现任总理为来自马其顿内部革命组织—马其顿民族统一民主党的赫里斯蒂揚·米茨科斯基。
总统选举每五年举行一次，现任总统达夫科娃于2024年5月就任，来自马其顿内部革命组织—马其顿民族统一民主党。

## 地理

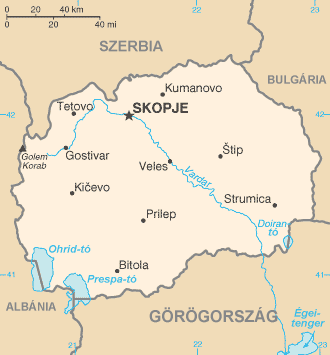
疆域

北马其顿为内陆国家，国土占广义马其顿地区的一半。国内多山，主要河流为贯穿南北的瓦尔达尔河。首都斯科普里为最大城市，其他主要城市有比托拉、库马诺沃、普里莱普、泰托沃。

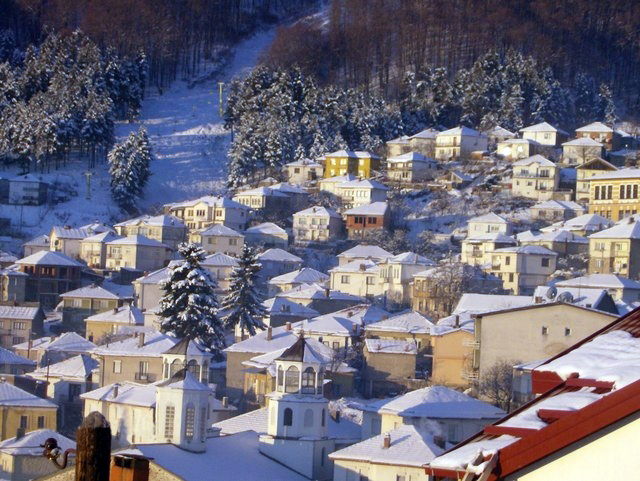
克魯舍沃
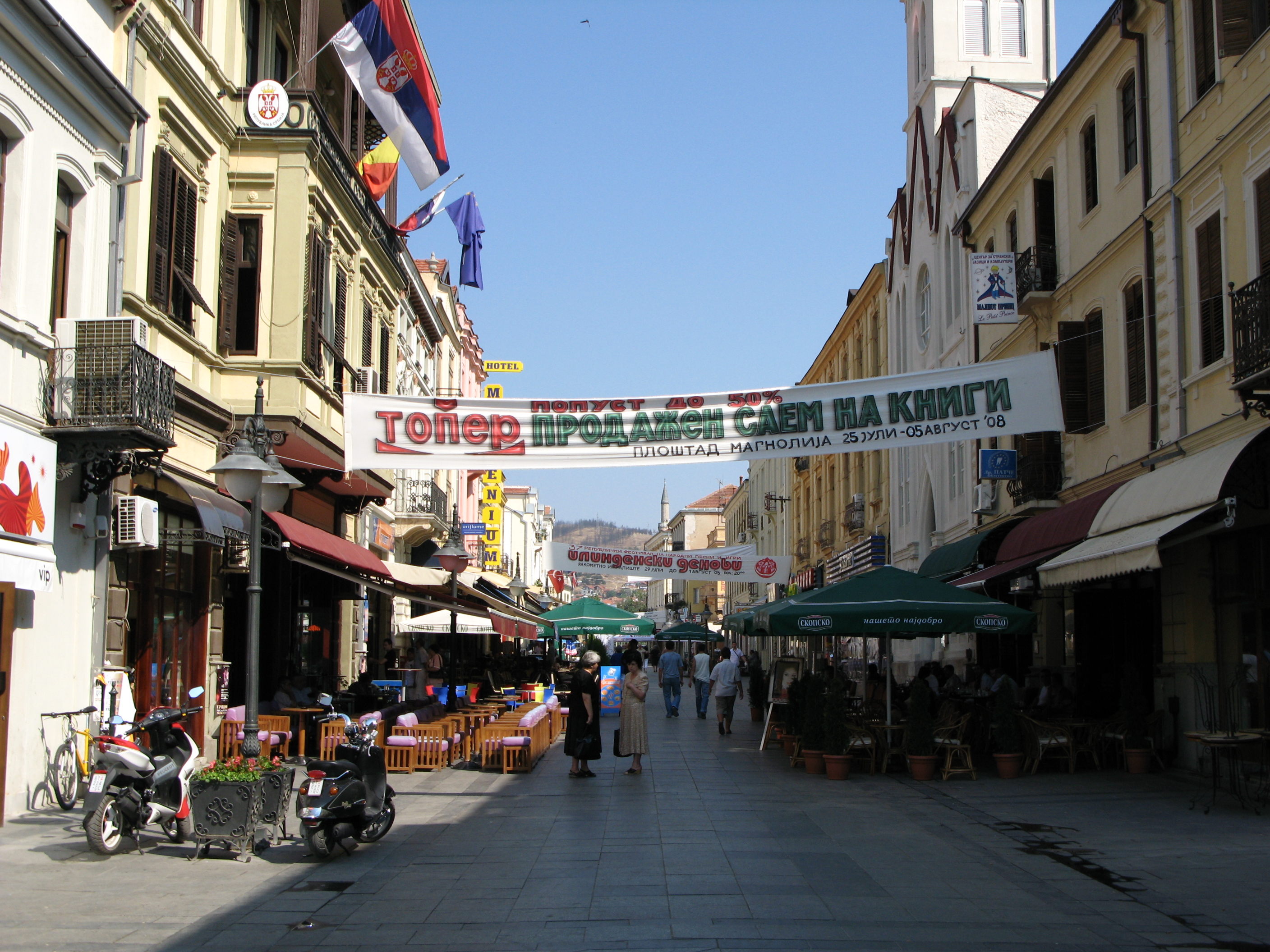
比托拉
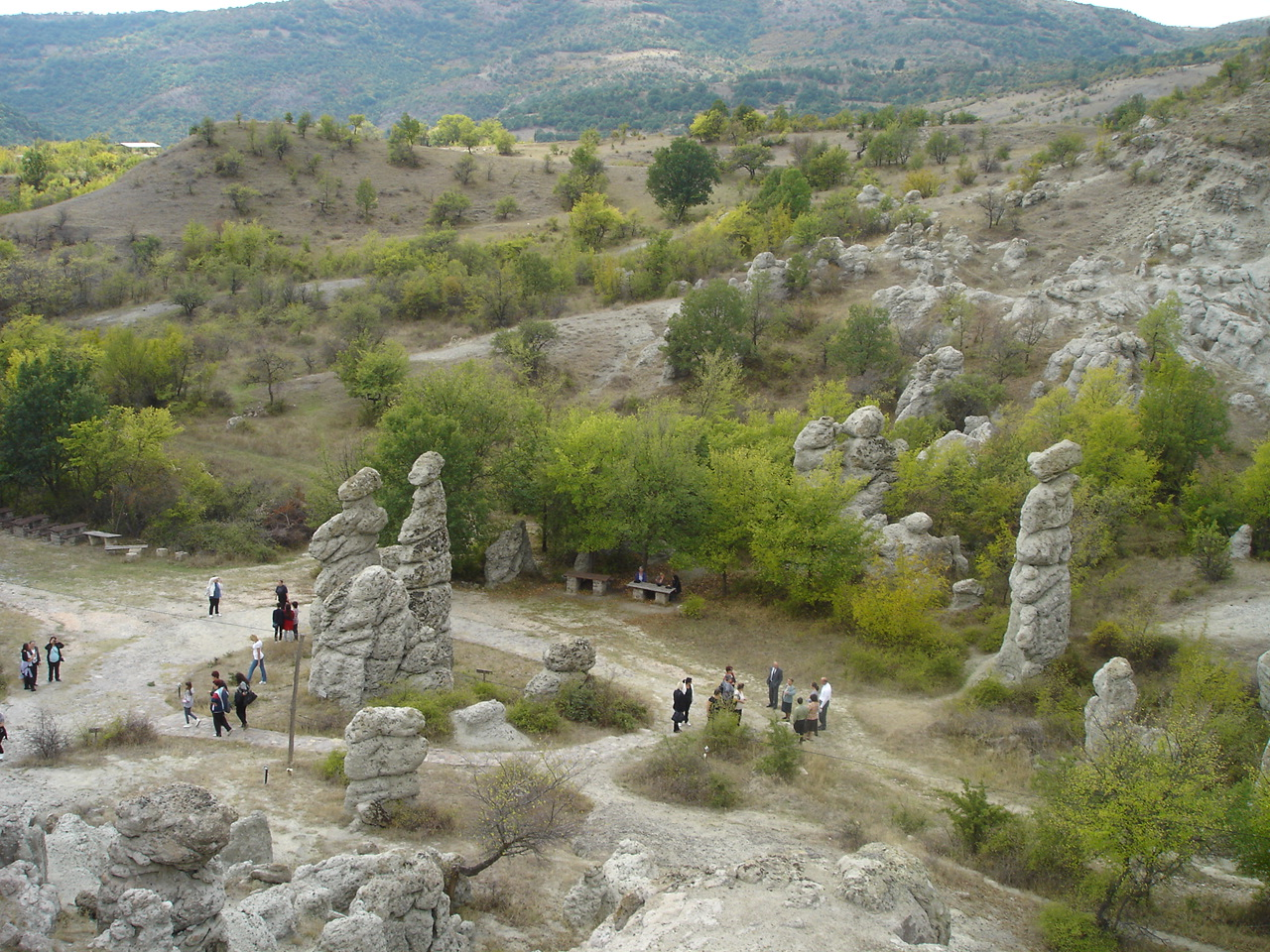
Kuklica石林
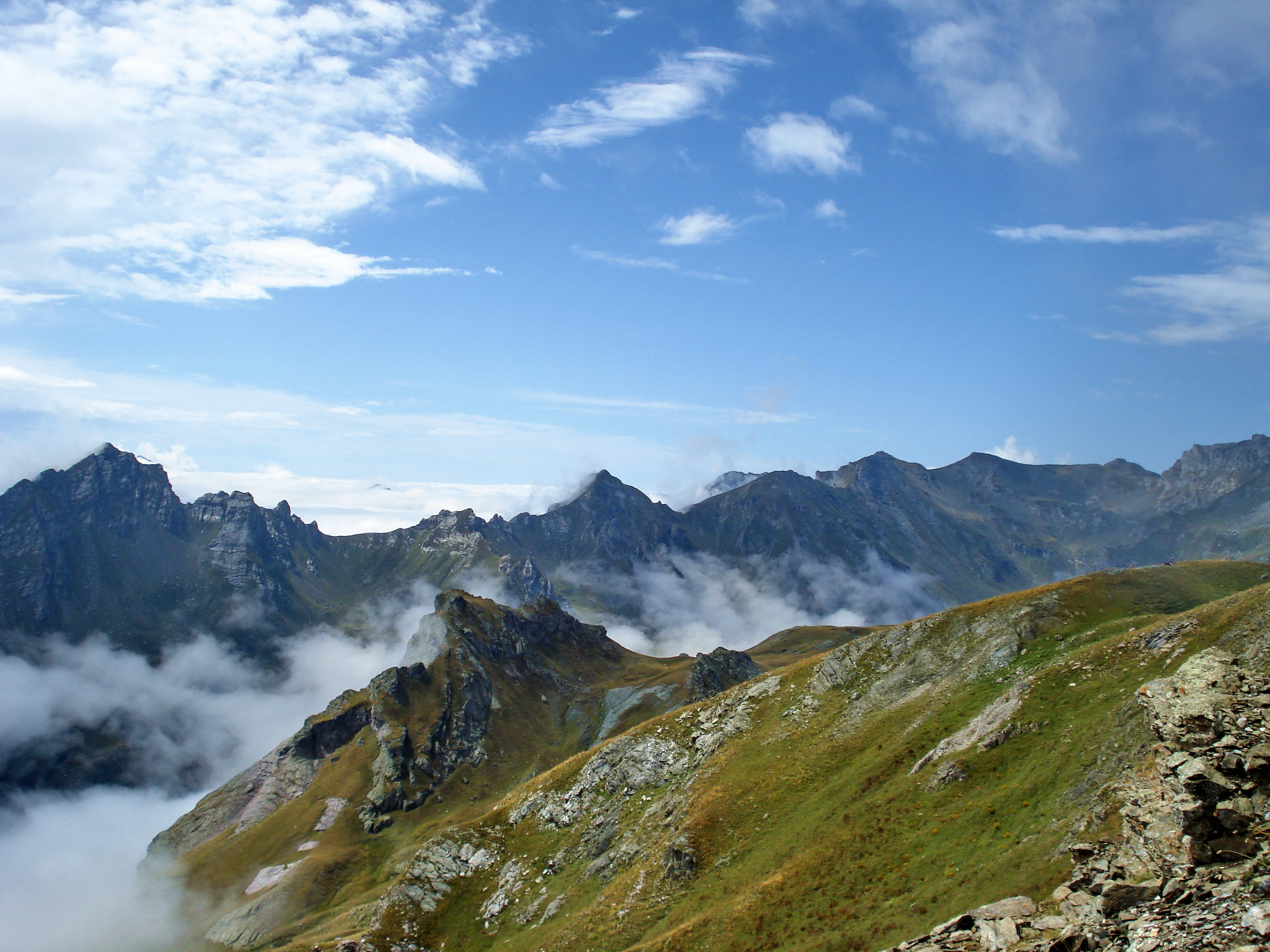
科拉比山
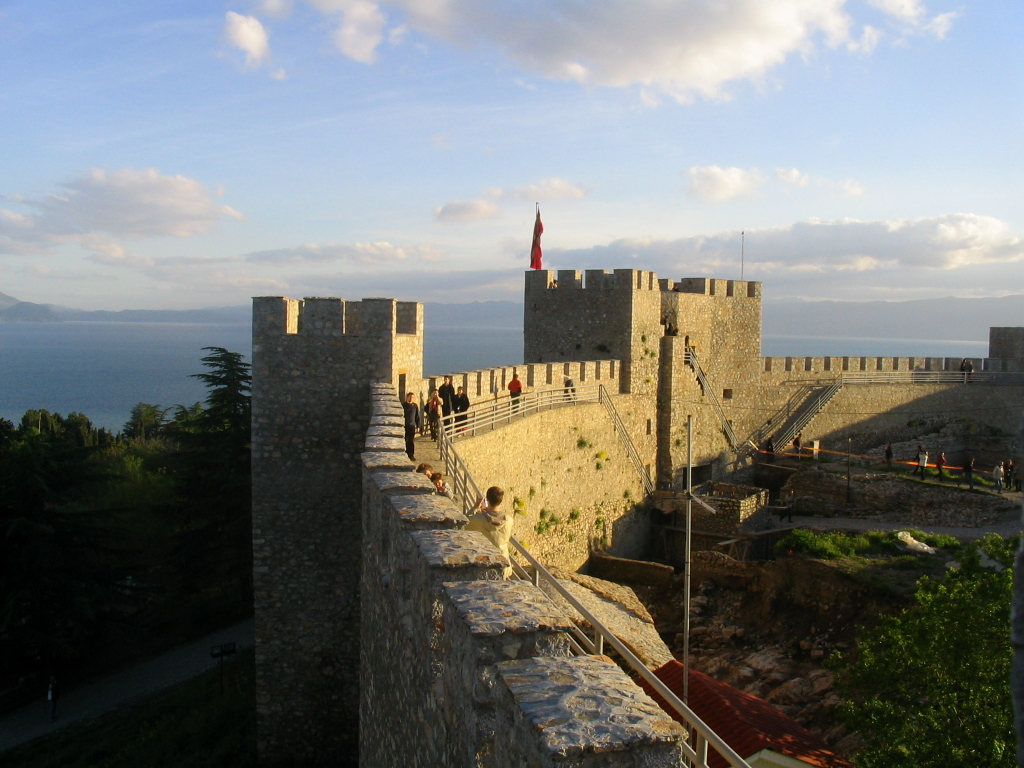
薩摩古堡是一大觀光景點（位於奥赫里德）
北马其顿地形图

## 经济
南斯拉夫社會主義聯邦解体前，北马其顿为国内最贫穷的地区，独立后由于社会经济转型、区域局势动荡不安、联合国对塞尔维亚的经济制裁、希腊于1994年至1995年对北马其顿的经济制裁，及至2001年由於内战等原因，北马其顿的经济停滞不前。直到2002年才开始渐渐复苏，至今该地仍是欧洲最贫穷的国家之一，失業率達30%。

## 行政区划
北马其顿分为八个统计区，这些统计区只是作为法律及统计用途。北马其顿的一级行政区划单位为市镇，全国划分为80个市镇，首都斯科普里由10个市镇所组成。

北马其顿的统计区划分

| 统计区           | 马其顿语名 | 面积 (km2) | 人口 (2021年普查) | 最大城市   |
| ---------------- | ---------- | ---------- | ----------------- | ---------- |
| 东部统计区       |            | 3,537      | 150,234           | 什蒂普     |
| 东北统计区       |            | 2,310      | 152,982           | 库马诺沃   |
| 佩拉戈尼亚统计区 |            | 4,717      | 210,431           | 比托拉     |
| 波洛格统计区     |            | 2,416      | 251,552           | 泰托沃     |
| 斯科普里统计区   |            | 1,812      | 607,007           | 斯科普里   |
| 东南统计区       |            | 2,739      | 148,387           | 斯特鲁米察 |
| 西南统计区       |            | 3,340      | 177,398           | 奥赫里德   |
| 瓦尔达尔统计区   |            | 4,042      | 138,722           | 韋萊斯     |

## 軍事

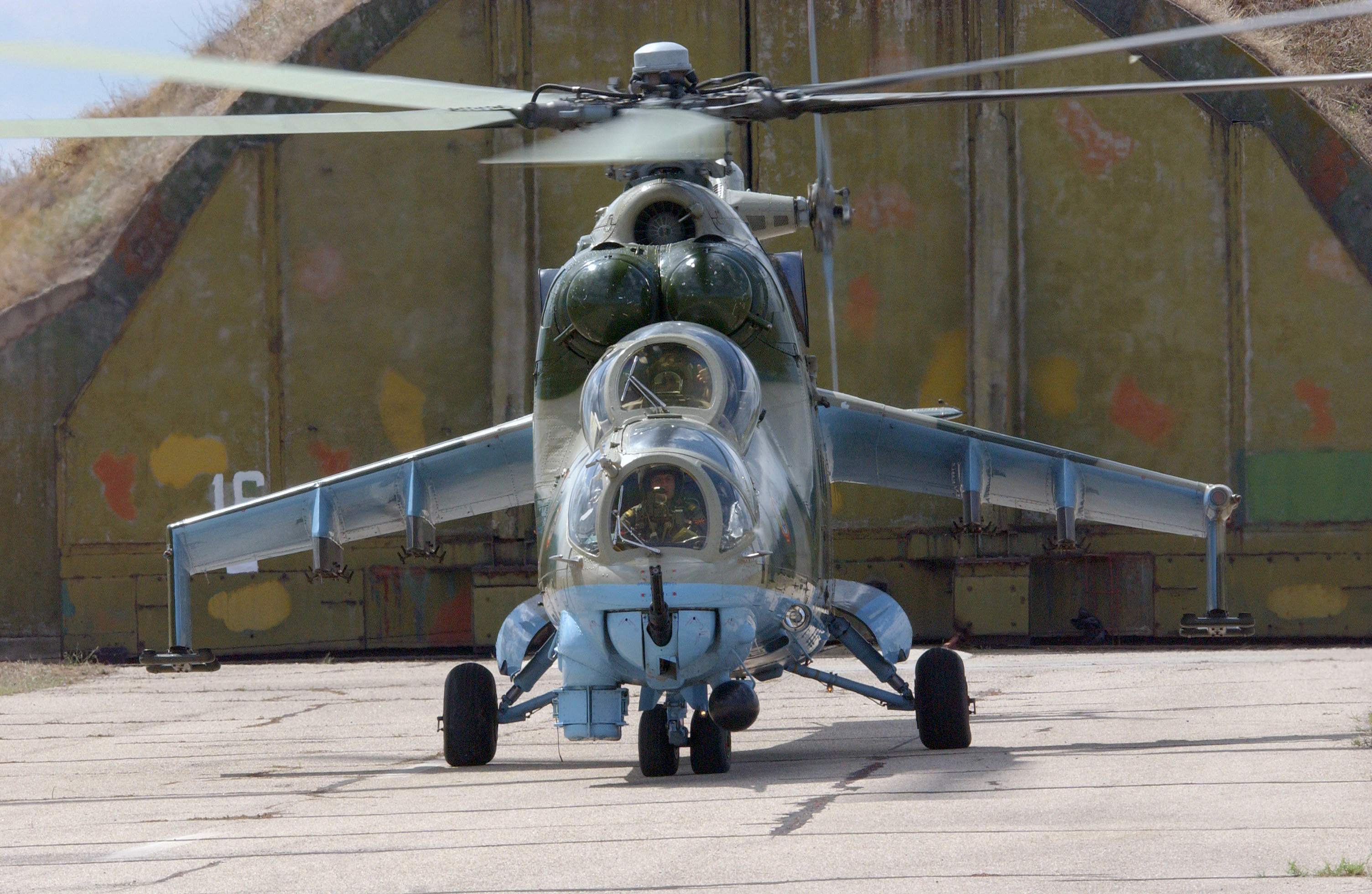
馬其頓軍的俄製Mi-24攻擊直升機

1992年3月28日馬其頓建立軍队。除了直升机外此国没有其他战机。
北馬其頓於2020年加入北大西洋公約組織。

## 社會

### 人口

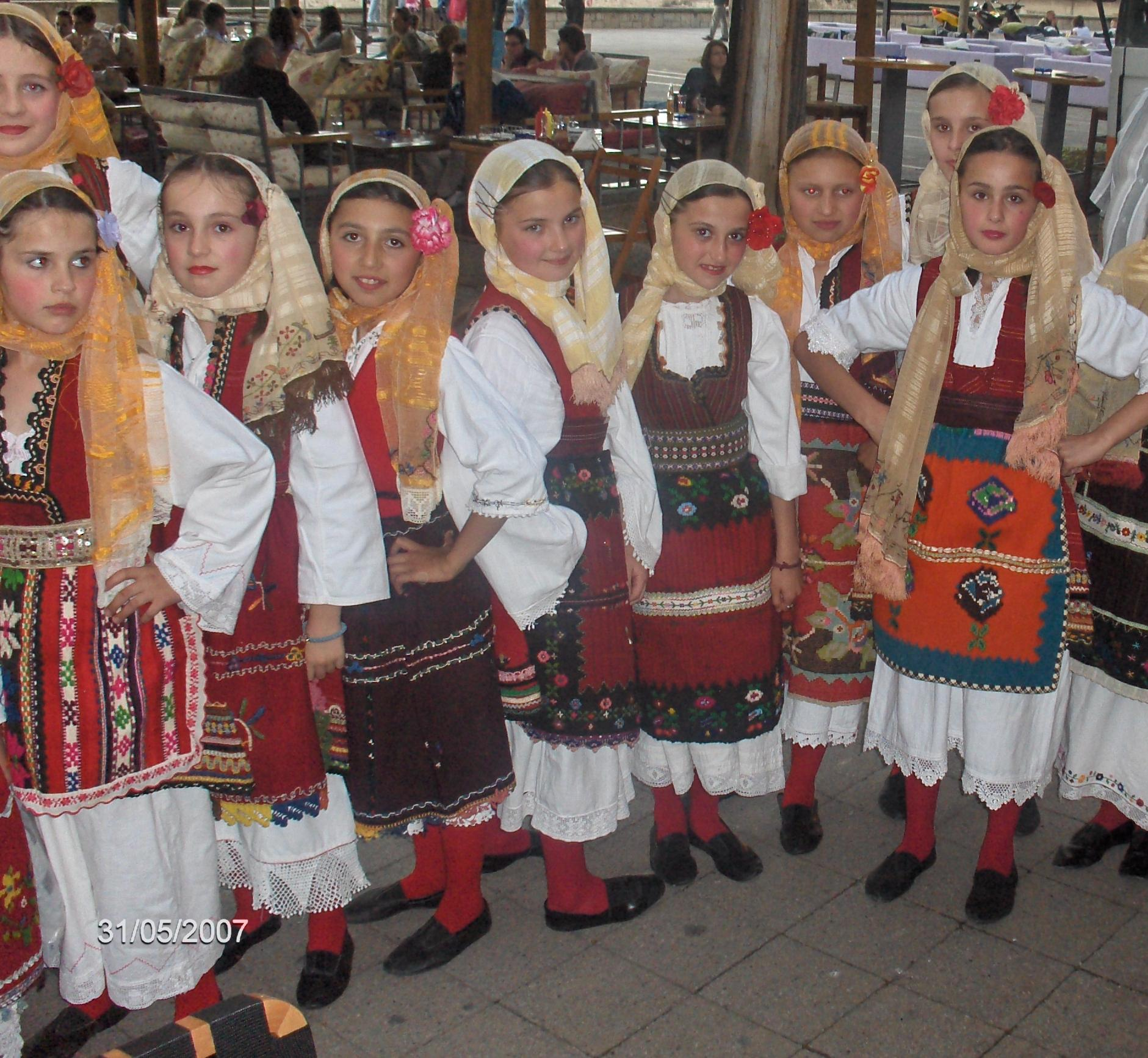
马其顿族女性传统民族舞者

截至2019年该国有207万人口。马其顿人为主，阿尔巴尼亚人居第二。通用隶属于东南南斯拉夫语支的马其顿语，与保加利亚语完全互通。
主要民族有：
- 马其顿族：64.18%
- 阿尔巴尼亚族：25.17%
- 土耳其族：3.85%
- 罗姆族：2.66%
- 塞尔维亚族：1.78%

### 宗教
基督徒共有64%。（北马其顿人口63%是东正教信徒，絕大多數為马其顿正教会教徒。1%人口信新教、天主教、其他獨立教會。）穆斯林共有36%（北马其顿是欧洲第三大（包括科索沃则为第四大）的伊斯兰教徒居多的國家，仅次于阿尔巴尼亚和波士尼亞與赫塞哥維納）。

## 文化

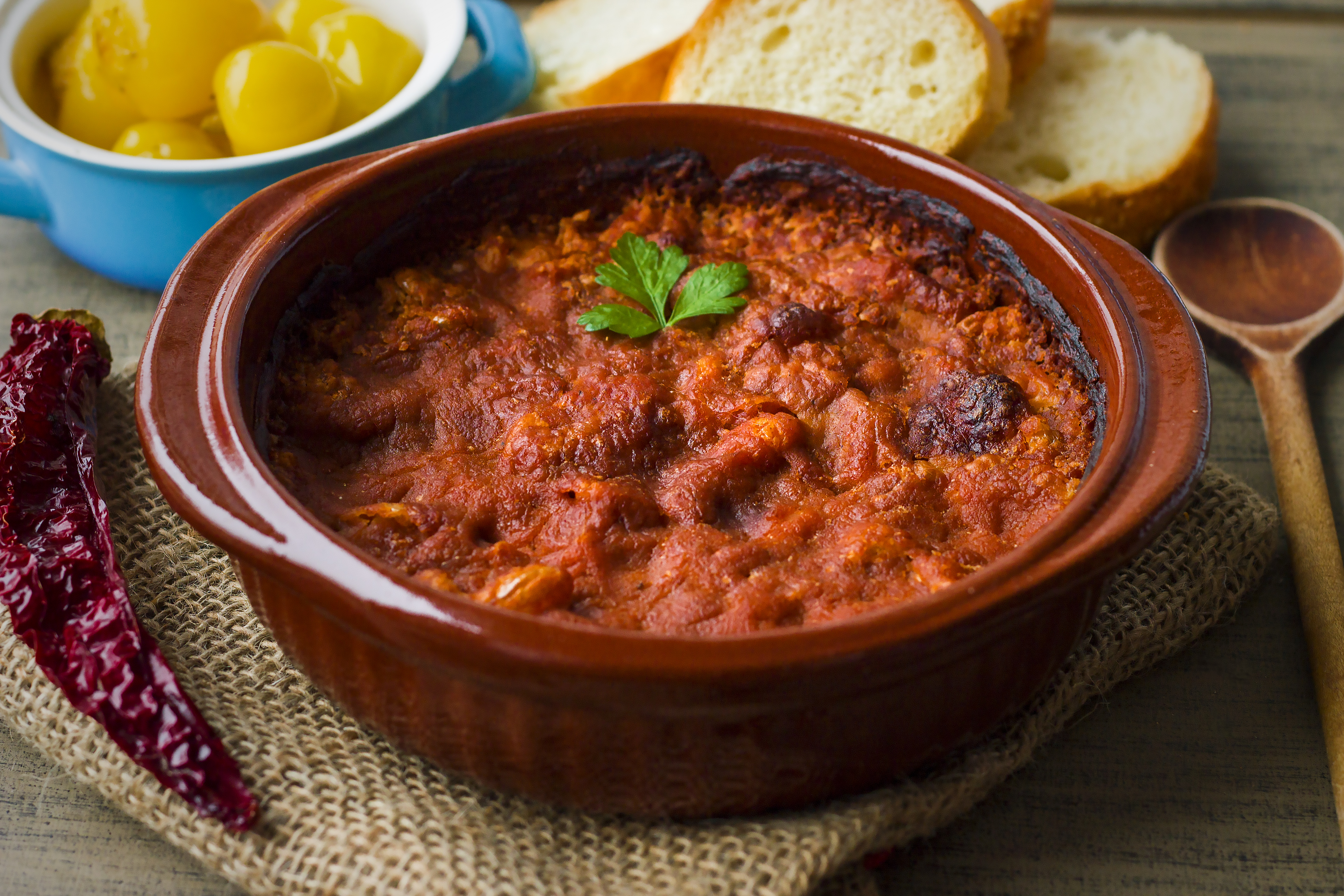
名為塔維斯格拉維斯的馬其頓菜

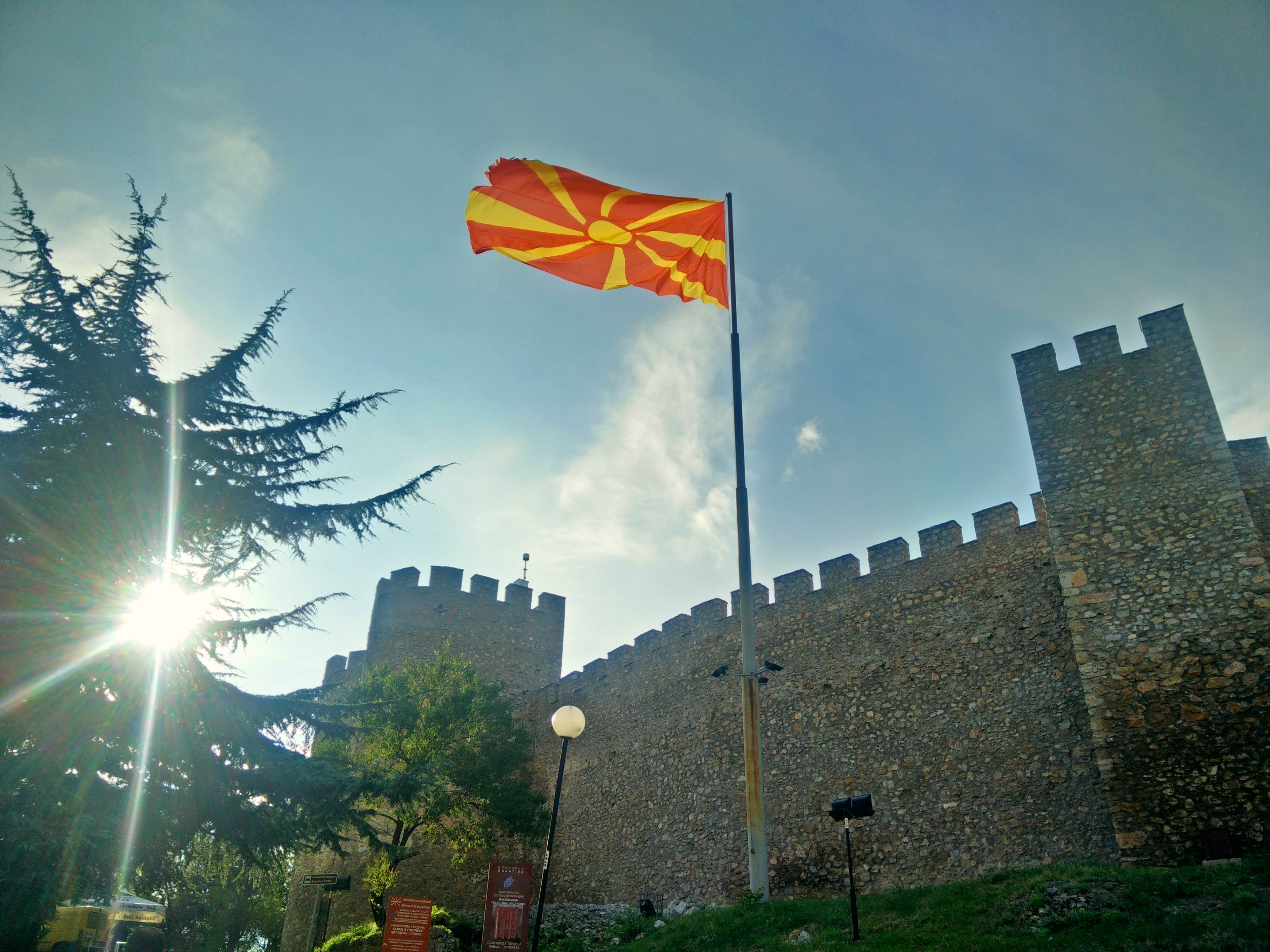
奧赫里德的古城堡

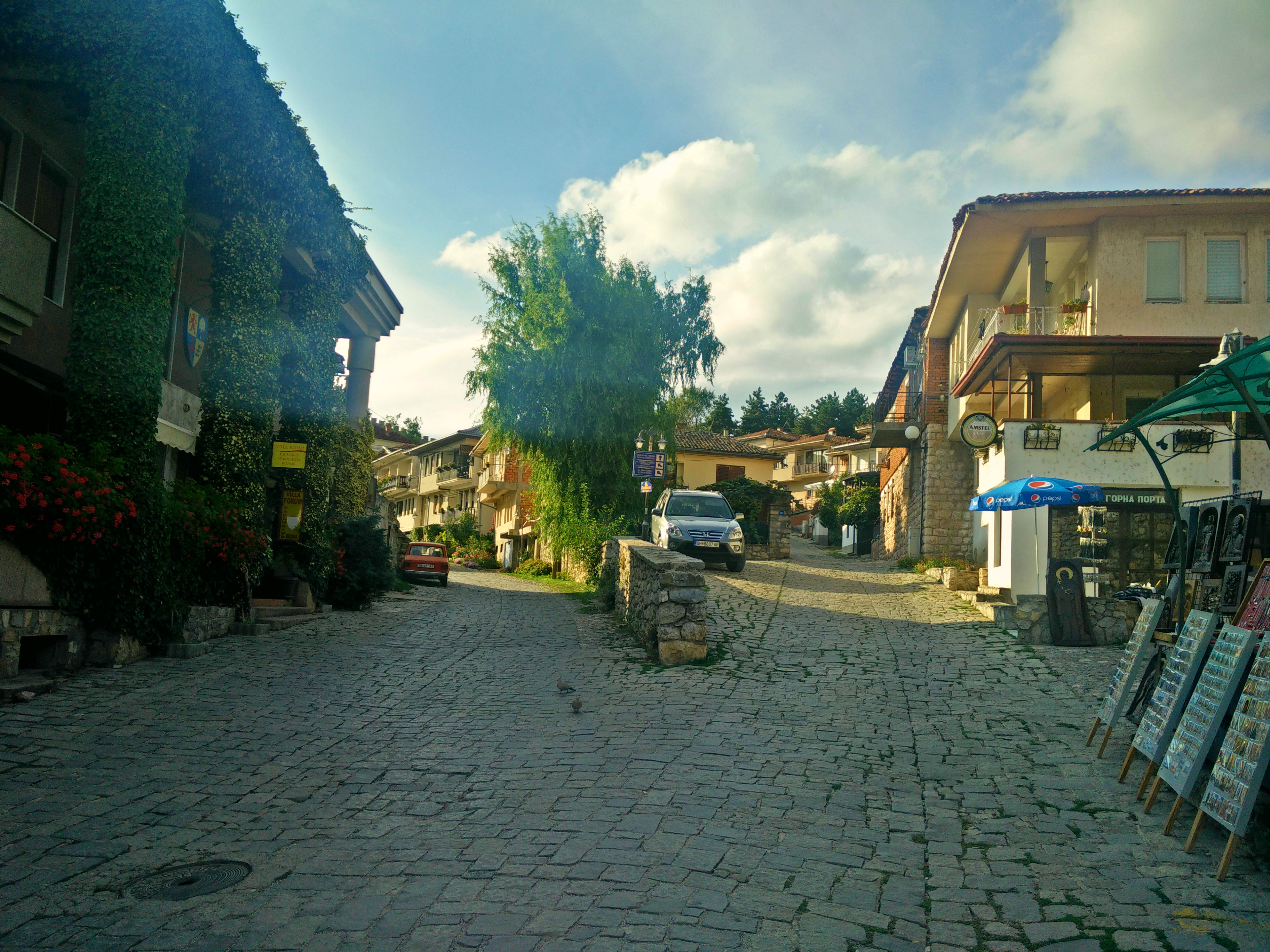
觀光區古建築民宿

### 媒体
- 馬其頓廣播電視台（MRT）

## 名人
- 德蘭修女在1910年8月26日生於斯科普里，是仁愛會的創辦人。
- kyxsan 为Team Falcons CS分部的指挥选手

## 外交
此國与中华人民共和国拥有正式外交关系。但在1999至2001年，該國與中華民國建立外交關係，和中華人民共和國斷交。但不久後撤銷承認中華民國，並恢复與北京政府的外交關係。
因國名爭議，北馬其頓曾長期受希腊制裁，直至2019年與後者達成協議後改國號，兩國關係才有望改善，北馬其頓亦有望加入歐盟。但在2024年5月13日，時任北馬其頓總統席楊諾夫斯卡-達夫科娃於就職時不承認國名，席楊諾夫斯卡-達夫科娃在就職儀式時向國會議員及獲邀的貴賓演說時表示，她「尊重憲法和法律，同時將會捍衛馬其頓主權、領土完整與獨立」。並說：「我宣布將會認真負責執行馬其頓總統職務。」。
而韩国也因上述的原因直到2019年才与北马其顿建立正式外交关系。

## 外部連結
- （英文）瀏覽馬其頓（页面存档备份，存于）